# League Of Assassins
League Of Assassins es el quinto episodio de la segunda temporada y vigésimo octavo episodio a lo largo de la serie estadounidense de drama y ciencia ficción, Arrow. El episodio fue escrito por Jake Coburn y Drew Z. Greenberg, dirigido por Wendey Stanzler y fue estrenado el 6 de noviembre de 2013.
Después de que Oliver y Sara son atacados por un asesino entrenado en la mansión Queen, ella confiesa cómo es que está ligada a un grupo de asesinos conocido como la Liga de Asesinos. Mientras tanto, Adam Donner ofrece a Moira declararse culpable y evitar la pena de muerte o arriesgarse a ir a juicio; Thea le ruega a su madre que luche por su vida y Oliver se enfurece cuando se entera de que Laurel se ha unido al equipo de la fiscalía en el caso contra Moira.

## Argumento
Ahora que Oliver ha permitido a Sara quedarse en la mansión Queen, Oliver intenta convencerla de que hacerle saber a su familia que sigue viva, sin embargo Sara se niega rotundamente a hacerlo. Poco después, Oliver llega retrasado la prisión para la reunión entre Moira y su abogada con el fiscal Donner y se sorprende al enterarse de que Laurel será asistente en el caso contra su madre. Jean alega un conflicto de intereses debido a la cercanía de Laurel con la familia Queen, sin embargo, Adam le dice que el juicio puede acabar pronto si Moira acepta hacer un trato con la fiscalía. El trato consiste en que Moira se declare culpable de haber participado en el asesinato de 503 personas durante el terremoto en los Glades, a cambio de evitar la pena de muerte y una posible libertad condicional. Tanto Jean, como Thea y Oliver se niegan a aceptar, pero Moira acepta revisar el trato. Oliver alcanza a Laurel en la salida de la prisión y le reprocha que haya aceptado ser parte en el caso de Moira pero Laurel argumenta que no tenía otra opción pues es nueva en el trabajo y nadie le debe favores y que lo único que pudo hacer fue conseguir el trato propuesto.
Cuando Oliver regresa a la mansión y encuentra a Sara en el recibidor y pronto son sorprendidos por un hombre que irrumpe en el lugar vestido como el Arquero Oscuro. Sara y Oliver intentan defenderse del ataque del hombre encapuchado. Oliver logra quitarle la capucha al hombre, revelándose así que no es Malcolm Merlyn como él pensaba, sin embargo, el hombre logra huir. Pronto, Oliver y Sara se dirigen a la guarida y ahí él le revela que trabaja con Diggle y Felicity. Oliver le pide a Felicity que analice los restos de una muestra que logró recuperar del atacante, entonces Sara revela que el hombre no está tras Oliver sino tras ella, ya que él es miembro de una organización conocida como la Liga de Asesinos, en donde fue entrenada después de escapar de Lian Yu. Dicha muestra lleva a Oliver y Sara a una fábrica abandonado, donde se encuentra con Al-Owal y descubren que ha llegado a la ciudad con dos hombres más. Al-Owal le dice a Sara que tiene órdenes de llevarla de regreso a Nanda Parbat, ya sea viva o muerta. Tras un enfrentamiento con los encapuchados, Canario y Arrow abandonan la fábrica y Al-Owal declara que si Sara no regresa con él y sus hombres, entonces ellos se quedarán a enterrar a la familia de la chica.
Mientras tanto, Thea visita a su madre en prisión y se molesta cuando ésta le confiesa que va a aceptar el trato que le ofreció el fiscal Donnell. Por otra parte, Oliver y su equipo deciden tomar medidas para mantener segura a la familia de Sara. Oliver decide ir por Laurel y Felicity se ofrece para avisar al oficial Lance. Oliver busca a Laurel en las oficinas de la Fiscalía y la invita a cenar, prometiéndole que no hablará con ella sobre el caso de Moira. Por otra parte, Felicity intercepta a Quentin y le dice que debe abandonar la ciudad por un par de días ya que corre peligro. Quentin, le dice que al ser policía corre peligro todos los días y le pide que sea más específica por lo que la chica que se obligada a contarle acerca de la liga de asesinos, sin embargo, el oficial Lance no le cree y le pide que lo deje en paz.
Felicity llega a la guarida y le comenta a Sara y Diggle que el oficial Lance no le creyó. Desesperada, Sara decide ir a buscar a su padre para ponerlo a salvo. Oliver acompaña a Laurel hasta su departamento y ella intenta besarlo pero él la rechaza y se disculpa por haberla hecho creer que podían estar juntos de nuevo. Laurel le responde que entiende el mensaje, pues todos terminan huyendo de ella y cuando llega hasta su puerta descubre que está abierta y le comenta a Oliver que no recuerda haberla dejado así. Oliver le pide que espere afuera mientras él revisa si hay algún problema. Él encuentra un cuchillo pegado en la pared que quita rápidamente cuando Laurel entra y le pregunta si todo está bien, él responde que sí y la deja. Oliver llama a Felicity y le comenta lo sucedido en el departamento de Laurel, por lo que deducen que el objetivo es Quentin y le pide que lo localice mediante la señal de su celular. Sara se presenta ante su padre y le dice que está en peligro, Quentin le pregunta si ella fue quien mandó a Felicity a advertirle, cuando Sara responde que sí, Quentin deduce que su hija conoce a Arrow y que es la mujer enmascarada que se ha estado enfrentando a criminales en las últimas semanas. Sara confirma esto y le pide ir a un lugar seguro.
Sara lleva a su padre hasta su escondite en la torre del reloj de la ciudad de Starling, en donde pronto aparecen Al-Owal y sus hombres, comenzando una pelea. Quentin intenta protegerse del ataque de uno de los hombres de Al-Owal, mientras éste pelea con Sara. Poco después, Arrow irrumpe y la pelea se intensifica. Quentin se ve acorralado cuando su oponente lo desarma y lo deja en el suelo, sin embargo toma su arma de repuesto y le dispara, asesinándolo. Sara logra doblegar a Al-Owal y lo sujeta por el cuello mientras éste le dice que otros irán por ella y nunca será libre, Sara le responde que solamente hay un tipo de libertad y ella se la va a conceder a él y le rompe el cuello. Mientras el oficial Lance y Arrow le piden que no lo haga, Sara sujeta al tercer hombre por el cuello y le da un mensaje para Ra's al Ghul y lo deja ir. Sara le dice a su padre que con ella en la ciudad, él y el resto de su familia por lo que debe irse y le pide que no le diga nada a Laurel y su madre porque debido a su naturaleza, la buscarán y eso podría causarles la muerte.
Oliver y Thea visitan a Moira en prisión y tratan de convencerla de no aceptar el trato de la Fiscalía. Los argumentos de sus hijos convencen a Moira de no aceptar el trato y les dice que le dará instrucciones a Jean para comenzar el juicio. Quentin visita a Laurel en su oficina y ella se disculpa por haberlo evadido durante toda la semana, poniendo como excusa el exceso de trabajo. Quentin le pregunta si está bien y ella responde que no lo sabe, entonces Quentin le dice que está seguro que todo mejorará pronto, aunque no pueda decirle la razón y la abraza.

## Elenco
- Stephen Amell como Oliver Queen.
- Katie Cassidy como Dinah Laurel Lance.
- David Ramsey como John Diggle.
- Willa Holland como Thea Queen.
- Emily Bett Rickards como Felicity Smoak.
- Colton Haynes como Roy Harper (crédito solamente).
- Manu Bennett como Slade Wilson (crédito solamente).
- Susanna Thompson como Moira Queen.
- Paul Blackthorne como el oficial Quentin Lance.

## Continuidad
- El episodio marca la primera aparición de Al-Owal y Anthony Ivo.
- Moira Queen y Jean Loring fueron vistas anteriormente en Broken Dolls.
- Roy Harper y Slade Wilson están ausentes en este episodio.

- Es el tercer episodio de la temporada en donde uno o más miembros del elenco principal están ausentes.

- Se revela que Sara Lance está viviendo en la Mansión Queen.
- En este episodio se revela cómo sobrevivió Sara al naufragio del Queen's Gambit.
- Sara conoce a Felicity Smoak y John Diggle en este episodio.

- Hasta este episodio se da a entender que Sara ha conocido a todos los personajes principales de la serie, incluido Tommy Merlyn.

- Sara revela que es miembro de la Liga de Asesinos y su nombre es Canario.

Al-Owal revela que él fue quien entrenó a Malcolm Merlyn.
- Sara se presenta ante Quentin, revelándole que está viva para poder salvarle la vida.
- Al-Owal muere en este episodio.
- Sara deja Starling City para proteger a su familia.
- Oliver le confiesa a Diggle que no estuvo en la isla todo el tiempo que estuvo desaparecido.

## Desarrollo

### Producción
La producción de este episodio comenzó el 15 de agosto y terminó el 23 de agosto de 2013.

### Filmación
El episodio fue filmado del 26 de agosto al 5 de septiembre de 2013.

### Casting
El 22 de agosto fue anunciado que Navid Nagahban interpretará a Al-Owal un nuevo villano miembro de la Liga de Asesinos al que el Vigilante deberá enfrentarse. El 27 de septiembre se dio a conocer que Dylan Neal fue contratado para aparecer en un arco argumental de cuatro episodios como el doctor Anthony Ivo, un científico duro que tiene relación con Oliver durante su estadía en el barco.

## Recepción

### Recepción de la crítica
Jesse Schedeen de IGN, calificó al episodio como sorprendente y le otorgó una puntuación de 9.0, diciendo: "Arrow realmente está en buena racha en estos momentos. La adición de Canario Negro y la Liga de los Asesinos ha hecho maravillas por la serie. Después de cinco episodios, me siento cómodo diciendo que la serie es mejor que en la temporada 1. La actuación y la coreografía de acción se han elevado a un nivel superior. Los numerosos conflictos y subtramas son todo alrededor más atractivo. "League Of Assassins" ha entregado otro ganador a la serie, ya que ahondó profundamente en Sara Lance y su conexión con pequeño club de Ra's al Ghul".

### Recepción del público
En Estados Unidos, League Of Assassins fue visto por 2.80 millones de espectadores, recibiendo 1.0 millones de espectadores entre los 18 y 49 años, de acuerdo con Nielsen Media Research.